# Ligeophila lutea
Ligeophila lutea är en orkidéart som beskrevs av Leslie Andrew Garay. Ligeophila lutea ingår i släktet Ligeophila och familjen orkidéer. Inga underarter finns listade i Catalogue of Life.